# Simon de Lalaing
Simon de Lalaing, noto anche come Simone VIII di Lalaing (Montigny-en-Ostrevent, 1405 – 10 marzo 1476), è stato un generale olandese.

## Biografia

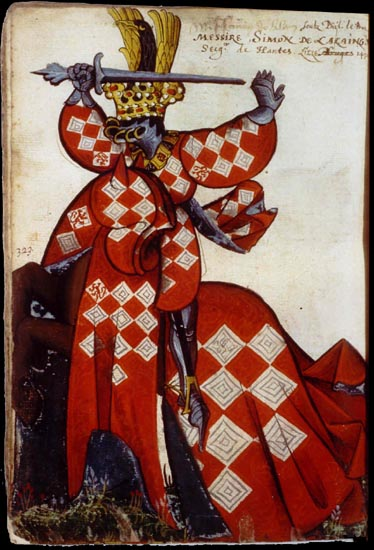
Simone VIII di Lalaing dall'Armoriale equestre del Toson d'oro

Simone era figlio di Ottone II de Lalaing, signore di Montigny-en-Ostrevent. In quanto figlio ultrogenito, ricevette una piccola parte dell'eredità di suo padre alla morte di questi e decise pertanto di perseguire la carriera militare in cerca di maggior fortuna. Nel 1426, assieme ad Antonio di Borgogna, si recò a Cipro per combattere contro i turchi, ottenendo il cavalierato per il coraggio dimostrato nel corso di una battaglia navale.
Tornato in patria, si pose al servizio del conte Giovanni II di Lussemburgo-Ligny, divenendo ben presto noto a tutti per il suo coraggio indomito; nel febbraio del 1429 fu uno dei cinque campioni di Borgogna che presenziarono in nome del duca al torneo tenutosi ad Arras dove prese parte con altri cavalieri francesi.
Nel'agosto del 1429 venne inviato con altri cavalieri e 400 soldati a Parigi, assediata da Giovanna d'Arco. Prese poi parte alle incursioni del conte di Ligny in Piccardia.
Nel 1431, provò a catturare con un attacco a sorpresa la fortezza di Saint-Vincent-les-Lan, ma gli abitanti, messi in guardia sul suo raid, riuscirono a controbattere ai nemici e catturarono Simone e fortuna volle che un guerriero soprannominato "arcobaleno" riuscì a salvarlo dalla folla inferocita- Due anni più tardi quando anche "arcobaleno" venne catturato a sua volta, Simone cercò di aiutarlo, ma il conte di Ligny gli ordinò di giustiziarlo come prigioniero.
Venne creato cavaliere dell'Ordine del Toson d'oro nel 1431 al posto di Giovanni di Neuchatel, espulso dall'Ordine a seguito della battaglia di Anton. In riconoscimento del suo valore, il duca permise a Simone di fregiarsi nel suo stemma col leone del Lussemburgo.
Nel 1435 il duca di Borgogna si schierò con il re di Francia, e Simone venne inviato in aiuto di maresciallo de Lisle-Adan che assediava Parigi. Gli inglesi si rifugiarono nella Bastiglia e, con la mediazione di Simone e di Filippa De Ternan, riuscirono a convincerli a lasciare il castello ed a recarsi a Rouen.
Nel 1436 prese parte all'infruttuoso assedio di Calais. Quando il duca fu costretto a ritirarsi dalla battaglia, Simone con i soldati scelti prese posizione a Gravelines per scoraggiare il nemico. L'anno successivo comandò la guarnigione di Sluis.
Fu poi inviato come ambasciatore a Roma per sostenere papa Eugenio IV nella sua lotta contro l'arcidiocesi di Basilea. Al suo ritorno combatté inglesi, francesi e fiamminghi che compirono incursioni devastanti nei territori del duca. Nel 1443 prese parte alla conquista del Lussemburgo.
Fu Ammiraglio delle Fiandre dal 1436 al 1462, periodo dopo il quale lasciò il titolo al suo figlio primogenito Ottone (m. 1441).
Tra il 1437 ed il 1438, col consenso di Filippo il Buono, guidò delle azioni di pirateria ai danni di navi inglesi partendo dalla città di Sluis. Pur non essendo più ammiraglio nel 1464, venne coinvolto nell'equipaggiamento della flotta per una crociata contro gli ottomani proclamata da papa Pio II. La crociata, guidata da Antonio di Borgogna, figlio illegittimo di Filippo, vide partecipe anche lo stesso Simon.
Morì il 10 marzo 1476.
Sulla sua tomba si può leggere il suo epitaffio:

## Matrimonio e figli
Sposò Johanna van Gavere, dalla quale ebbe i seguenti figli:
- Joost, signore di Montigny, Brakel, Zalardinge e Lallaing, stadtholder d'Olanda e Zelanda
- Arnoul († 21 marzo 1485), professore all'Università di Lovanio, prevosto della Liebfrauenkirche di Bruges
- Simon de Lalaing († agosto 1465, Parigi)
- Filippo († dicembre 1464), canonichessa a Mons
- Francesco († 1464)
- Giovanni († 2 marzo 1476 nella battaglia di Grandson)
- Philippote, sposò nel 1480 Jean III de Lannoy, signore di Maingoval († 1498)